# 8553 Bradsmith
8553 Bradsmith è un asteroide della fascia principale. Scoperto nel 1995, presenta un'orbita caratterizzata da un semiasse maggiore pari a 2,2482723 UA e da un'eccentricità di 0,1265015, inclinata di 5,45222° rispetto all'eclittica.